# Exocarpos cupressiformis
Exocarpos cupressiformis är en sandelträdsväxtart som beskrevs av Jacques-Julien Houtou de La Billardière. Exocarpos cupressiformis ingår i släktet Exocarpos och familjen sandelträdsväxter. Inga underarter finns listade i Catalogue of Life.